# Escuts i banderes d'Andorra
Els escuts i banderes d'Andorra són el conjunt d'escuts i banderes del Principat d'Andorra i les Parròquies d'Andorra.

Escut del Principat d'Andorra

Escut de les Altes Autoritats Coprínceps i Cap de Govern

## Escuts històrics

Escut d'Andorra Segles XIII-XVI
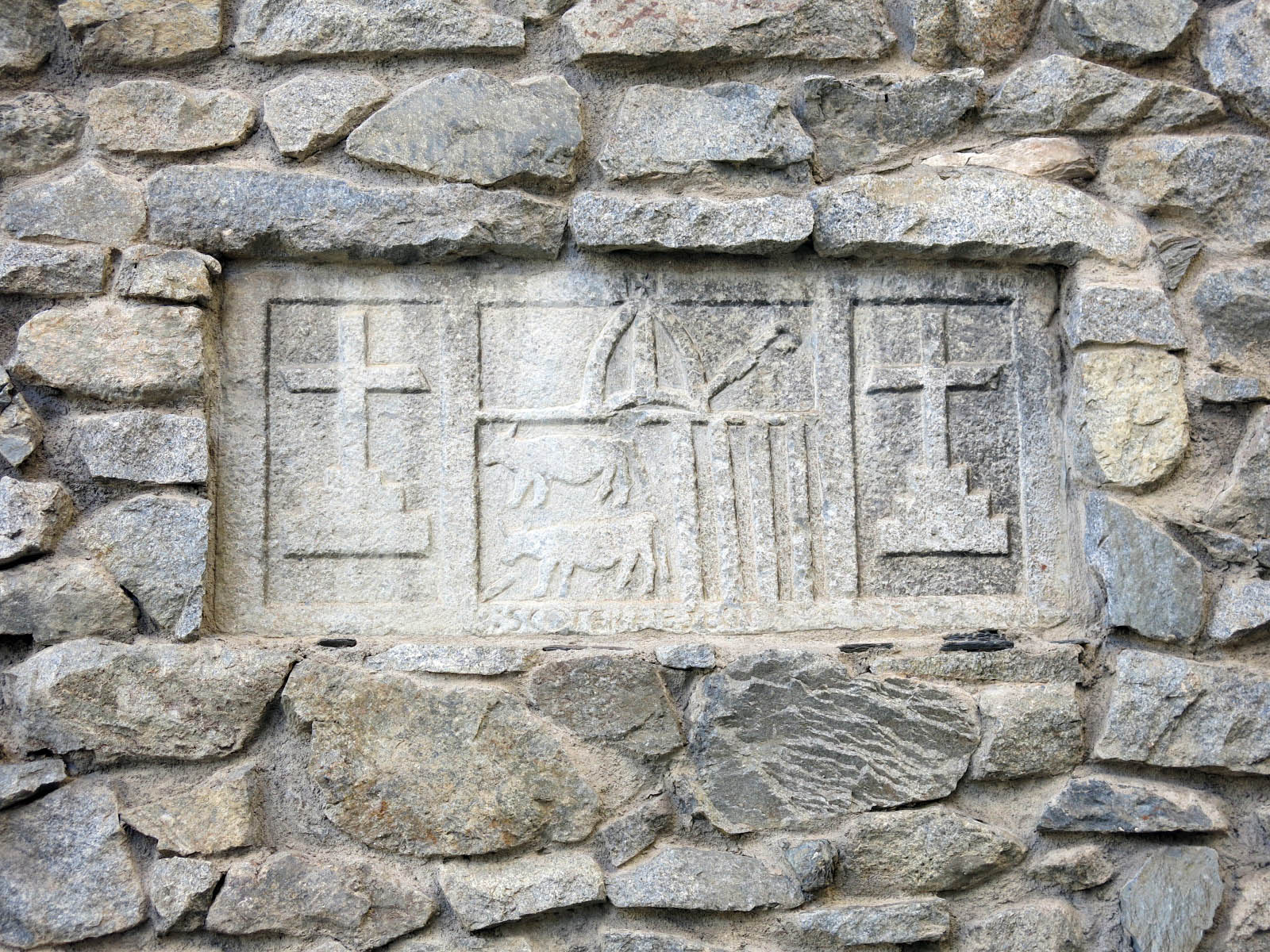
Escut d'Andorra Abans del segle XVI Casa de la Vall
Escut d'Andorra 1580-? Casa de la Vall
Escut del Copríncep Episcopal (ca.1800-1959)
Escut del Copríncep Laic (ca.1870-1959)
Escut d'Andorra (ca.1800-1959)
Escut d'Andorra (1931-1959) Versió de la bandera
Escut d'Andorra (1959-1969)

## Parròquies

Escut d'Andorra la Vella
Antic escut d'Andorra la Vella

Escut de Canillo
Escut d'Encamp
Escut d'Ordino
Escut de la Massana
Escut de Sant Julià de Lòria
Escut d'Escaldes-Engordany

## Banderes oficials

Bandera del Principat d'Andorra